# Dani Olmo
Daniel „Dani” Olmo Carvajal (Terrassa, 7. svibnja 1998.) španjolski je nogometaš koji igra na poziciji napadačkog veznog. Trenutačno igra za Barcelonu.

## Klupska karijera

### Rana karijera
Karijeru je započeo u mlađim uzrastima Espanyola. Kao osmogodišnjak prešao je u Barcelonu. U Barceloni je bio kapetan i najbolji strijelac mlade momčadi.

### Dinamo Zagreb
Dana 31. srpnja 2014. Olmo, tada šesnaestogodišnjak, prelazi u Dinamo Zagreb. Za Dinamo je debitirao 7. veljače 2015. u utakmici 1. HNL u kojoj je Dinamo pobijedio Lokomotivu Zagreb 2:1. Tim je debijem postao peti najmlađi debitant u klupskoj povijesti. Za Dinamo Zagreb II debitirao je 14. kolovoza kada je druga momčad Dinama slavila rezultatom 4:0 protiv Hrvatskog dragovoljca. U svom debitantskom nastupu u kupu odigranog 22. rujna 2015. godine protiv Oštrca iz Zlatara koji je Dinamo dobio 1:7, Olmo je postigao svoj prvi gol za prvu momčad. Svoj prvi gol za drugu momčad postigao je 2. rujna u utakmici protiv Cibalije koja je završila 1:1. Svoj prvi gol u 1. HNL postigao je 27. svibnja 2017. u utakmici u kojoj je Rijeka poražena s visokih 5:2.
U svom debiju u UEFA Europskoj ligi asistirao je Izetu Hajroviću za treći gol Dinama te je postigao četvrti gol u utakmici odigranoj 20. rujna 2018. protiv Fenerbahçea kojeg je Dinamo pobijedio 4:1. Dana 17. prosinca osvojio je nagradu za najboljeg igrača 1. HNL za 2018. godinu, koju dodjeljuju kapetani klubova 1. HNL. U istom mjesecu završio je na 11. mjestu Tuttosportove nagrade Golden Boy za 2018. nagradu, ispred igrača kao što su Kylian Mbappé i Josip Brekalo. Ta se nagrada dodjeljuju svake kalendarske godine najboljem igraču mlađem od 21 godine. Dana 3. lipnja 2019. osvojio je nagrade za najboljeg igrača te najboljeg mladog igrača 1. HNL za sezonu 2018./19.
U UEFA Ligi prvaka debitirao je 18. rujna 2019. kada je Dinamo pobijedio Atalantu 4:0. Svoj prvi gol u tom natjecanju postigao je 22. listopada kada je Dinamo igrao 2:2 protiv Šahtar Donjecka. Dana 11. prosinca Olmo je u UEFA Ligi prvaka zabio gol Manchester Cityju od kojeg je Dinamo izgubio 1:4. Taj je gol izabran najboljim golom šestog kola UEFA Lige prvaka 2019./20.

### RB Leipzig
Dana 25. siječnja 2020. Olmo je prešao u RB Leipzig s kojim je potpisao četverogodišnji ugovor. Za novi je klub debitirao 1. veljače kada je zamijenio Tylera Adamsa u 69. minuti ligaške utakmice protiv Borussije Mönchengladbach s kojom je RB Leipzig igrao 2:2. Svoj prvi gol za klub postigao je tri dana kasnije u svom debitantskom nastupu u DFB-Pokalu u kojem je Eintracht Frankfurt porazio RB Leipzig 3:1. Dana 9. veljače Olmo je prvi put bio dio početnog sastava Leipziga i to u ligaškoj utakmici protiv Bayern Münchena koja je završila bez golova. Tada je igrao sve do 69. minute kada ga je zamijenio Patrik Schick. Svoj prvi ligaški gol postigao je 1. lipnja kada je Köln poražen 2:4. Jedanaest dana kasnije postigao je svoja iduća dva gola za klub koja su ujedno bila i jedina dva gola na ligaškoj utakmici protiv Hoffenheima.
U svom prvom nastupu u UEFA Ligi prvaka kao igrač RB Leipziga, postigao je prvi gol na utakmici odigrane 13. kolovoza protiv Atlético Madrida kojeg je RB Leipzig pobijedio 2:1 te je Olmov klub tako izborio svoje prvo polufinale UEFA Lige prvaka. Olmo je pet dana kasnije igrao u tom polufinalu u kojem je njegov klub izgubio 0:3 od Paris Saint-Germaina. Dana 13. svibnja 2021. Olmo je nastupao protiv Borussije Dortmund od koje je njegov klub izgubio 1:4.
Dana 11. veljače Olmo je postigao gol i asistenciju u ligaškoj utakmici u kojoj je RB Leipzig dobio Köln 3:1. Za RB Leipzig je u UEFA Europskoj ligi debitirao 17. veljače 2022. u utakmici protiv kluba Real Sociedad koja je završila 2:2. Tri dana kasnije Olmo je postigao jedan gol i dvije asistencije u ligaškoj utakmici koju je Hertha Berlin izgubila 1:6. S RB Leipzigom osvojio je DFB-Pokal 2021./22. Postigao je gol i dvije asistencije 24. siječnja 2023. kada je Schalke u Bundesligi izgubio 1:6. Dana 2. svibnja postigao je gol i tri asistencije u polufinalnoj utakmici DFB-Pokala u kojoj je Freiburg poražen s visokih 1:5. U finalnoj utakmici odigranoj 3. lipnja Olmo je asistirao Christopheru Nkunkuu za 1:0. RB Leipzig je na kraju pobijedio Eintracht Frankfurt 2:0 te time obranio naslov. Postigao je hat-trick 12. kolovoza 2023. u utakmici DFL-Supercupa u kojoj je RB Leipzig pobijedio Bayern München 3:0.

### Barcelona
Olmo je 9. kolovoza 2024. prešao u Barcelonu za navodni iznos od oko 60 milijuna eura. S klubom je potpisao šestogodišnji ugovor. Svoj klupski debi i prvi pogodak ostvario je 27. kolovoza u utakmici La Lige protiv kluba Rayo Vallecano koji je izgubio 1:2. Zabio je dva gola 3. studenog protiv gradskog rivala Espanyola u ligaškom susretu koji je završio 3:1.

## Reprezentativna karijera
Tijekom svoje omladinske karijere nastupao je za selekcije Španjolske do 16, 17, 18, 21 i 23 godine. Iskazao je želju za igranjem za hrvatsku reprezentaciju, no na kraju je ipak odlučio igrati za reprezentaciju Španjolske. Olmo je bio član španjolske momčadi koja je osvojila Europsko prvenstvo do 21 godine održanog 2019. u Italiji i San Marinu. Olmo je na tom natjecanju igrao četiri utakmice na kojima je ukupno postigao jednu asistenciju te tri pogodka, uključujući jedan u finalu protiv Njemačke koju je Španjolska dobila 2:1. Zbog tog gola Olmo je proglašen igračem utakmice.
Robert Moreno, tadašnji izbornik španjolske reprezentacije uvrstio je u studenomu 2019. Olma na popis igrača za kvalifikacijske utakmice za Europsko prvenstvo 2020. protiv Malte i Rumunjske. Debitirao je 15. studenoga 2019. godine u utakmici protiv Malte zamijenivši u 66. minuti Álvara Moratu, a samo 3 minute kasnije zabio je pogodak za 5:0. Pau Torres također je debitirao i zabio svoj prvi gol za Španjolsku na toj utakmici te je tako Španjolska prvi put nakon 30 godina imala dva igrača koji su zabili na svojim prvonastupima. Utakmica je završila 7:0.
Dana 24. svibnja 2021. Luis Enrique imenovao je Olma članom španjolske momčadi za odgođeno Europsko prvenstvo. U utakmici osmine završnice odigranoj 28. lipnja protiv Hrvatske, koja je poražena 5:3, Olmo je asistirao Álvaru Morati i Mikelu Oyarzabalu za jedina dva pogodka u produžetcima. Španjolska je četiri dana kasnije igrala utaknicu četvrtzavršnice protiv Švicarske. Rezultat na kraju produžetaka bio je 1:1, stoga je došlo do izvođenja jedanaesteraca. Španjolska je dobila Švicarsku 3:1 na penale te je Olmo bio jedan od igrača koji je bio uspješan pri njihovu izvođenju. Četiri dana kasnije Olmo je asistirao Morati za izjednačenje u polufinalu protiv Italije. Rezultat na kraju produžetaka ponovno je bio 1:1, no ovaj je put Španjolska izgubila u raspucavanju, i to 4:2. Olmo je tada promašio svoj jedanaesterac.
Luis de la Fuente uvrstio je 29. lipnja 2021. Olmo na popis španjolske momčadi za odgođene Olimpijske igre. Na putu do olimpijskog srebra, Olmo je u trećoj utakmici skupine postigao asistenciju protiv Argentine s kojom je Španjolska odigrala 1:1 te je postigao gol i asistenciju u četvrtfinalu protiv Obale Bjelokosti, koja je poražena rezultatom 5:2. Španjolska je u finalu izgubila 2:1 od Brazila.
Izbornik reprezentacije Luis Enrique uvrstio je Olma 11. studenog 2022. na popis igrača za Svjetsko prvenstvo 2022. u Kataru. Dvanaest dana kasnije Olmo je postigao prvi pogodak na utakmici grupne faze protiv Kostarike. Olmov gol bio je 100. gol koji je postigao neki igrač Španjolske na Svjetskim prvenstvima te je ova utakmica bila najveća pobjeda Španjolske na nekom Svjetskom prvenstvu i najveći poraz Kostarike na nekom Svjetskom prvenstvu.
Dana 7. lipnja 2024. uvršten je u španjolsku momčad za Europsko prvenstvo 2024. u Njemačkoj. U posljednjoj utakmici grupne faze odigrane protiv Albanije Olmo je asistirao za jedini pogodak na toj utakmici. Svoj prvi gol na tom natjecanju postigao je u osmini finala protiv Gruzije koju je Španjolska dobila 4:1. Postigavši gol i asistenciju, Olmo je proglašen igračem utakmice osmine finala u kojoj je Njemačka poražena 2:1. Treći ujedno i zadnji pogodak na tom izdanju Europskog prvenstva postigao je u polufinalu u kojem je Španjolska pobijedila Francusku 2:1. Španjolska je u finalu dobila Englesku istim rezultatom. Olmo i pet drugih igrača osvojili su Zlatnu kopačku.

## Osobni život
Danijev otac Miquel igrao je kao napadač za razne španjolske niželigaše. Također je bio trener jednog bahreinskog kluba te više španjolskih klubova od kojih je najznačajnija Girona. Danijev stariji brat Carlos igrao je u Španjolskoj, Švicarskoj i Hrvatskoj. Od hrvatskih klubova igrao je za Hrvatski dragovoljac, Dinamo Zagreb II, Lokomotivu Zagreb, Karlovac 1919 i Kustošiju. Dani odlično govori hrvatski.

## Priznanja

### Individualna
- Član momčadi natjecanja Europskog prvenstva do 21 godine: 2019.[66]
- Igrač utakmice finala Europskog prvenstva do 21 godine: 2019.
- Gol kola UEFA Lige prvaka: 6. kolo UEFA Lige prvaka 2019./20.
- Idealnih 11 UEFA Lige prvaka: 2019./20.[67]
- Najbolji igrač 1. HNL, prema izboru kapetana klubova 1. HNL: 2018.[10]
- Trofej Nogometaš – Najbolji igrač 1. HNL: 2018./19.[68]
- Trofej Nogometaš – Najbolji igrač 1. HNL do 21 godine: 2018./19.[68]
- Trofej Nogometaš – Član momčadi godine 1. HNL: 2018./19.[68]
- Najbolji strijelac Europskog prvenstva: 2024. (s pet igrača)[69]
- Član momčadi natjecanja Europskog prvenstva: 2024.[70]

### Klupska
Dinamo Zagreb
- 1. HNL: 2014./15., 2015./16., 2017./18., 2018./19., 2019./20.
- Hrvatski nogometni kup: 2014./15., 2015./16., 2017./18.
- Hrvatski nogometni superkup: 2019.

RB Leipzig
- DFB-Pokal: 2021./22., 2022./23.
- DFL-Supercup: 2023.[37]

### Reprezentativna
Španjolska do 21 godine
- Europsko prvenstvo do 21 godine: 2019.[71]

Španjolska do 23 godine
- Olimpijske igre (srebro): 2020.

Španjolska
- Europsko prvenstvo: 2024.[72]
- UEFA Liga nacija: 2022./23.[73]

## Vanjske poveznice
- Profil, Dinamo Zagreb
- Profil, Soccerbase
- Profil, Soccerway
- Profil, Transfermarkt